# 阿尔巴尼亚国旗
阿尔巴尼亚国旗（阿尔巴尼亚语：Flamuri i Shqipërisë）旗地为深红色，長方形，長寬比為7:5，中央绘有一只黑色的双头雄鹰，现国旗于1992年4月7日启用，2002年7月23日作最新修改。
第一面阿尔巴尼亚国旗启用于1912年。这面国旗最早来自于15世纪反抗奥斯曼帝国入侵的领袖斯坎德培（Gjergj Kastriot Skanderbeg）的印章。所以雄鹰是民族英雄斯坎德的象征，故此阿尔巴尼亚也有“山鹰之国”的美誉。

## 其它旗帜

民船旗，比例：2:3
政府船旗，比例：2:3
軍艦旗，比例：2:3
海岸警卫队队旗，比例：2:3
总统旗，比例：5:7

## 历史沿革
1912年，阿尔巴尼亚从奥斯曼帝国独立之后，阿尔巴尼亚王国成立，并启用自己的国旗。最初的国旗为红底，国旗中绘有一只双头鹰，其上方有一颗白色六角星，是现在阿尔巴尼亚国旗的雏形。在1914年至1943年间，阿尔巴尼亚王国的国旗曾多次修改，義大利佔領時期國徽加了法西斯棒和義大利皇冠。
1944年，德國控制下的阿尔巴尼亚王国在被霍查领导的阿尔巴尼亚共产党游击队推翻，成立阿尔巴尼亚民主政府，并启用新旗帜。旗帜仍为红底，中间仍绘有一只双头鹰，在左上角绘有黄色的锤子与镰刀的标志。1946年，阿尔巴尼亚人民共和国正式成立，启用新国旗。国旗仍为红底，中间仍绘有一只双头鹰，双头鹰上方加了一颗金边红色五角星，红底和金边红色五角星均象征共产主义，1976年，改国号为“阿尔巴尼亚社会主义人民共和国”，国旗保持原状。
1991年，阿尔巴尼亚劳动党政权瓦解，改国名为“阿尔巴尼亚共和国”。1992年4月7日，国旗上的五角星被删除，2002年7月23日，国旗底色由暗红色调整为大红色。
| 國旗                                                      | 國家                         | 使用年份                    |
| --------------------------------------------------------- | ---------------------------- | --------------------------- |
|                                                           | 阿尔巴农公国                 | 1190年-1257年               |
| Stema e Anzhuinëve                                        | 中世纪阿尔巴尼亚王国         | 1271年–1368年,1376年–1383年 |
| Stema e Anzhuinëve                                        | 中世纪阿尔巴尼亚公国         | 1368年-1376年               |
| Principality of Dukagjini banner of arms                  | 杜卡吉尼公国                 | 1387年-1444年               |
| The Flag of the League of Lezhe                           | 莱扎联盟                     | 1444年-1479年               |
| Flag of the Ottoman Empire, Turkey [1844–1935]            | 斯库台桑贾克                 | 1479年-1867年               |
| Flag of the Ottoman Empire, Turkey [1844–1935]            | 斯库台省                     | 1867年-1913年               |
|                                                           | 奥斯曼帝国阿尔巴尼亚         | 1910年                      |
|                                                           | 独立阿尔巴尼亚               | 1912年                      |
| Flag of the Provisional Government of Albania (1912–1914) | 独立阿尔巴尼亚               | 1912年-1914年               |
|                                                           | 独立阿尔巴尼亚               | 1912年-1914年               |
|                                                           | 中阿尔巴尼亚共和国           | 1913年—1914年               |
|                                                           | 阿尔巴尼亚公国               | 1914年-1920年               |
| Flag of the Principality of Albania (1915)                | 阿尔巴尼亚公国               | 1915年                      |
|                                                           | 科尔察自治省                 | 1916年-1920年               |
|                                                           | 米尔迪塔共和国               | 1921年                      |
|                                                           | 阿尔巴尼亚公国               | 1920年-1925年               |
|                                                           | 阿尔巴尼亚共和国             | 1925年-1926年               |
|                                                           | 阿尔巴尼亚共和国             | 1926年-1928年               |
|                                                           | 阿尔巴尼亚王国               | 1928年-1934年               |
|                                                           | 阿尔巴尼亚王国               | 1934年-1939年               |
|                                                           | 阿尔巴尼亚意占時期           | 1939年-1943年               |
|                                                           | 阿尔巴尼亚王國               | 1939年-1943年               |
|                                                           | 阿尔巴尼亚德占時期           | 1943年-1944年               |
|                                                           | 阿尔巴尼亚民主政府           | 1944年-1946年               |
|                                                           | 阿爾巴尼亞人民共和國         | 1946年-1976年               |
|                                                           | 阿爾巴尼亞社会主义人民共和國 | 1976年-1992年               |
|                                                           | 阿爾巴尼亞共和國             | 1992年-2002年               |
|                                                           | 阿爾巴尼亞共和國             | 2002年-                     |

## 其他歷史旗帜

阿尔巴尼亚总统旗帜 1946年-1992年
阿尔巴尼亚总统旗帜 1992年-2002年
阿尔巴尼亚总统旗帜 2002年-2014年
阿尔巴尼亚共产主义时期军旗 1946年-1992年
民船旗 1945年-1992年
军舰旗 1946年-1954年
军舰旗 1954年-1958年
军舰旗 1958年-1992年
政府船旗 1958年-1992年
海岸警卫队旗 1958年-1992年

## 图册

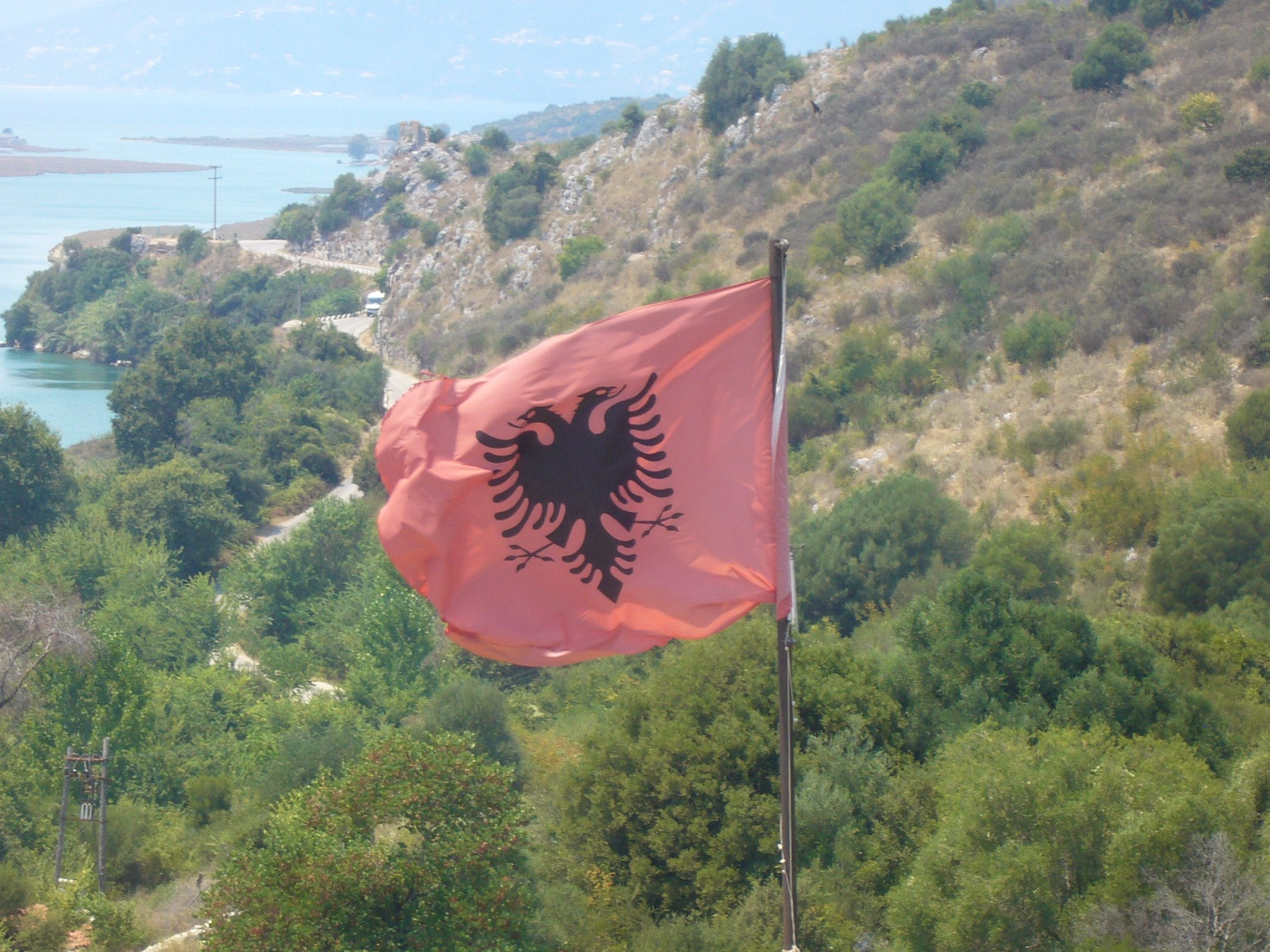
飘扬在布特林特的阿尔巴尼亚国旗